# ときがわ町立明覚小学校
ときがわ町立明覚小学校（ときがわちょうりつ みょうかくしょうがっこう）は、埼玉県比企郡ときがわ町にある町立小学校。

## 行事
- 4月 - 始業式、入学式、1年生を迎える会、離任式、授業参観
- 5月 - 遠足、家庭訪問
- 6月 - 避難訓練、交通安全教室
- 7月 - 授業参観、終業式
- 9月 - 始業式、運動会
- 10月 - 修学旅行
- 11月 - 土曜参観日、児童会行事
- 12月 - 持久走大会、授業参観、終業式
- 1月 - 始業式、書初め大会
- 2月 - クラブ見学、授業大会
- 3月 - 6年生を送る会、卒業式、修了式

## 周辺
- 学校前は県道（埼玉県道172号大野東松山線）が通っている。

## 教育方針
1. 目指す学校像

- 地域に応える魅力ある明覚小学校の創造

1. 目指す児童像

- 心豊かでたくましい児童

1. 学校教育目標

- 明るい子（徳）
- かんがえる子（知）
- くじけない子（体）

- 学校目標

スマイル（smile）
シンク（think）
チャレンジ（challenge）